# Opel Rekord
O Rekord é um carro de porte grande produzido pela Opel, uma marca da General Motors na Alemanha.

## Olympia Rekord (1953–57)
O Opel Olympia Rekord foi lançado em 1953 em sucessão ao Opel Olympia, um carro datado de 1935, ainda antes da Segunda Guerra Mundial.
Esta geração durou até 1957, após 580.000 veículos vendidos.

## Rekord P I (1957–60)
A segunda geração do Rekord, chamada Opel Rekord P 1, possuía uma carroceria maior e um desenho mais moderno, mantendo-se em produção até 1960.

## Rekord P II (1960–63)
Em seguida, o Opel Rekord P 2, crescia novamente em tamanho, mudando completamente o desenho da carroceria. Eram disponíveis várias versões, desde modelos básicos, completos e utilitários. Dentre elas: sedã 2-portas e 4-portas, station wagon 3-portas, pick-up, conversível e cupê.

## Rekord "A" (1963-65)
Em Março de 1963, a Opel relançava o Rekord, com um chassi maior (2.620 m entre eixos e 4.521 m de comprimento) e uma caroçaria mais moderna ao estilo do Chevrolet II de 1962. Manteve-se toda a linha de variações - coupé, sedan de 2 portas, sedan de 4 portas, caravana e van. As variações Caravan e Van (sem vidros laterais) apenas tinham 2 portas.
As primeiras unidades ainda foram baptizadas de "Rekord R3" mas rapidamente a designação foi substituído. A partir de agora seria utilizado letras em ordem alfabética para distinguir os modelos Rekord sendo este modelo conhecido como "A". Apesar disto os Rekords ainda incluem a assinatura antiga "Olympia" nos guarda-lamas e porta-luvas.
As motorizações ainda eram baseadas no motor Olympia de 1937 e chegaram ao ponto mais alto de desenvolvimento - 1.5 (1488cc com 55cv), 1.7 (1680cc com 60cv) e 1.7 S (1680cc com 67cv).
A partir de Março de 1964 o motor L-6 com 2605cc, seis cilindros em linha e 100cv tornava-se opção mas este motor também não era novo pois era baseado no Super 6 de 1937. Este seria também o primeiro carro de passageiros opel a funcionar com 12V. Para caber o L-6 dentro do compartimento do motor foi necessário remover o radiador frontal e colocar um radiador de lado. Devido ao peso do motor e a falta de direcção assistida era difcíl de conduzir.
Alguns extras eram disponibilizados como travões de disco a frente com duplo circuito e caixa de 4-velocidades com selector no chão (ao contrário do selector ao volante). Uma caixa de velocidades automática e uma 3 velocidades semiautomática também eram opções.
Entre Março de 1963 e Agosto de 1965 foram construídos 887,304 unidades do Rekord A.

### Dados técnicos
- Motores: 1488 cc 55 CV - 1680 cc 60CV - 1680 cc 67 CV - 2605 cc 100 CV
- Distância entre eixos: 2,639 m
- Comprimento: 4,521 m
- Largura: 1,697 m
- Altura 1,466 m
- Peso: 970 kg - 1,140 kg
- Velocidade maxima: 130 km/h (1.5) - 135 km/h (1.7) - 144 km/h (1.7 S) - 168 km/h (2.6)
- 0–100 km/h: 23-25 s (1.5) - 21-22 s (1.7) - 17-18 s (1.7 S) - 13-14 s (2.6)
- Consumos (l/100 km): 10.0-10.5 l normal (1.5/1.7) - 10.0 l super (1.7 S) - 12.0 l super (2.6)

## Rekord "B" (1965-66)
Em Julho de 1965 a Opel faz um pequeno "face-lift" ao Rekord. Este modelo será conhecido como o Rekord "B".
O Rekord "B" seria apenas uma solução temporária ate estar pronto o novo Rekord C. Foi apenas construído 296,000 unidades entre Junho de 1965 e Junho de 1966.
Este modelo também serviu para introduzir a nova geração de motores Opel de 4 cilindros "CIH" (camshaft in head) que seriam utilizados no Rekord "C". Este modelo também recebeu como standard os travões de disco nas rodas da frente (opcional no Rekord A), uma nova caixa automática Powerglide da GM e um diferencial mais largo. Este modelo também seria o último Opel de passageiros a utilizar uma suspensão de molas de lâminas atrás.
No exterior as grandes diferenças residem na parte de trás que utiliza os farolins do Opel Manta e na frente que recebeu uma nova grelha e faróis retangulares.

## Rekord "C" (1967-71)
O Rekord mais conhecido de todos, o Opel Rekord C, foi lançado em 1966 e provou ser um dos melhores carros de sua época: muito confiável, confortável e seu desenho era muito elegante. Seu estilo seguia o padrão 'garrafa de Coca-Cola', comum dos carros daquela época.
A linha era composta de sedã -- de 2 portas, com teto rígido ou conversível, ou 4 portas --, Caravan (station-wagon, também de 2 ou 4 portas)  e cupê. Foi um sucesso de vendas na Europa, atingindo a marca de 1.276.681 unidades do Rekord C fabricadas até 1971.
A Opel também lançou uma versão mais luxuosa do Rekord, chamanda Commodore, oferecendo somente nesta versão o motor 2,5 L de 6 cilindros.

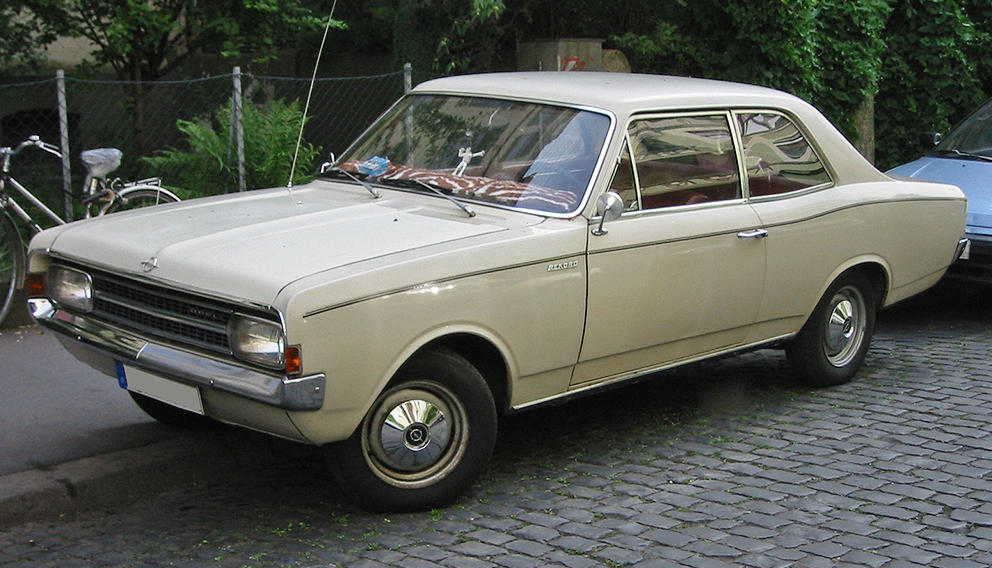
Opel Rekord C.

## Rekord "D" (1972-77)
No ano de 1971 a Opel já testava o protótipo do Opel Rekord D. Foram lançadas versões sedãs 4-portas de médio e de grande porte, além da versão cupê 2-portas. O Comodore B também acompanhava a mudança de estilo. Mais de 1 milhão de Rekords D foram vendidos até 1977.

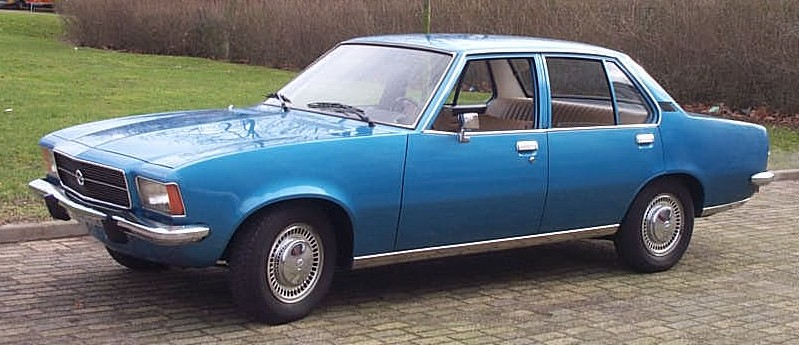
Opel Rekord D.

## Rekord "E" (1977-86)
O modelo Rekord E pode ser dividido em duas etapas: E1 (1977 a 1982) e E2 (1982 a 1986). Mais de 1,4 milhões de unidades foram fabricados neste período.
O Rekord E foi a base para o desenvolvimento do Holden VB Commodore, na Austrália em 1978. Uma versão do Rekord também foi fabricada pela Daewoo na Coreia do Sul.
O modelo também foi vendido na África do Sul com a marca Chevrolet até 1982 e como Opel até o início dos anos 90.

## Curiosidades
Ao longo de 33 anos foram produzidas nove diferentes gerações deste modelo, totalizando aproximadamente 6,5 milhões de unidades.
O Chevrolet Opala produzido no Brasil é derivado do Opel Rekord C produzido entre 1966 e 1971.